# Kő-lik
A Kő-lik a Duna–Ipoly Nemzeti Parkban található Vértes hegységben, Csákváron lévő egyik barlang. Hatalmas, 10 m magas bejárata már messziről is könnyen észrevehető, a település belterületének sok pontjáról jól látható. A barlangnak helyet adó völgy emiatt a Kő-lik név alapján kapta nevét (Kő-lik-völgy).

## Leírás
Csákvár külterületén, fokozottan védett területen helyezkedik el a barlang. Csákvár központjától Ny-ra, a Kő-lik-völgy É-i oldalának függőleges szálkőfalában van a barlang 10 m magas, impozáns bejárata. A barlangbejárat már messziről is könnyen észrevehető. A völgy a nevét ezért a Kő-lik miatt kapta. A völgy legnagyobb barlangja. A barlang bejárata 1,8 m széles, 10 m magas, természetes jellegű, hasadék alakú és emelkedő tengelyirányú. A Kő-lik-völgyi 6. sz. üreg a Kő-liktól Ny-ra, kb. 10 m-re fekszik. A Kő-likkal szemben induló kis mellékvölgy tetején van a Kő-lik-völgyi 8. sz. üreg bejárata. A Kő-likkel szemben, a völgyben kissé feljebb van a Kő-lik-völgyi 9. sz. üreg.
Legegyszerűbben a Kő-lik-völgyön végigvezető tanösvényen közelíthető meg, amely a barlang bejárata alá vezet. Innen a régi leírások tanúsága szerint egy jól kijárt ösvény vezetett fel a meredek hegyoldalban a bejáratig, de napjainkra az teljesen eltűnt. Ennek oka a 2002–2003 telén bekövetkezett hatalmas omlás, ami a barlangtól K-re húzódó sziklafalban következett be, és teljesen megváltoztatta a környéket. Jelenleg csak mozgó törmelékek és hatalmas omlott kőtömbök között lehet elérni a barlangot, de az állandó omlásveszély következtében az út némileg veszélyes. Az ösvény elhagyását tábla tiltja. Az omlás ellenére nem károsodott az üreg.
A triász dolomitbreccsában oldódás, majd kifagyásos kőzetaprózódás miatt kialakult hasadékbarlang a bejárattól kezdve nagyon emelkedik, ennek és a majdnem vízszintes mennyezetnek köszönhetően egyre alacsonyodik a barlang függőleges szelvénye, de átlagos (1,5 m-es) szélessége nem változik jelentősen. A barlangban sok borsókő figyelhető meg, a falakra pedig több helyen alga is telepedett. Kitöltés nincs a barlangban a nagy lejtés miatt. A hasadék legvégén egy szűk felbújással még egy kis odúba is be lehet bújni, ami a barlang végét alkotja. Mivel nagyon kicsi a barlang felett húzódó kőzet vastagsága, emiatt esőzésekkor időszakos csepegések jelennek meg az üregben. Engedély és barlangjáró alapfelszerelés nélkül is bejárható, de az odú és a barlang leghátsó részének megtekintéséhez lámpa szükséges.
1979-ben volt először Kő-liknek nevezve a barlang az irodalmában. Előfordul a barlang az irodalmában Csákvári-hasadék (Horváth 1966), Csákvári hasadék (Horváth 1966), Kőlik (Horváth 1966), Kőlik-völgyi 5. sz. barlang (Kordos 1984), Kő-lik-völgyi 5. sz. üreg (Alba Regia Barlangkutató Csoport 1979), Kő-lik-völgyi 5.sz. üreg (Juhász 2007), Kő-lik-völgyi-hasadékbarlang (Juhász 2007), Kő-lik-völgyi–hasadékbarlang (Kocsis 1975), Kőlik-völgyi-hasadékbarlang (Kordos 1984) és Kő-lik völgyi hasadékbarlang (Bertalan 1976) neveken is.

## Kutatástörténet
A Természettudományi Közlöny 1943. évi 230. pótfüzetében az olvasható, hogy a természetvédelemről szóló 1935. IV. tc. alapján az Országos Természetvédelmi Tanács 1939-ben történt létrejötte óta a földművelésügyi miniszternek a vallás- és közoktatásügyi miniszterrel egyetértve hozott határozatai alapján az Országos Természetvédelmi Tanács javaslatára törvényes védelem alá került pl. a Csákvár határában (Vértes hegység) lévő, csákvári hasadék (Kőlik) és annak 8 négyszögöl nagyságú felszíni területe (az 1941. június 20-tól a 49.952/1941. számú FM határozat alapján).
A Horváth János által (FTC barlangkutató csoport) 1966. május 17-én írt kéziratban szó van arról, hogy a Vértes hegységben, Csákváron (Fejér megye, Bicskei járás), a Kő-lik-völgyben található a Csákvári hasadék (Kőlik). Csákvár templomától Ny-ra, 2,2 km-re, a nagy temetőtől Ny-ra, 500 m-re, 250 m tszf. magasságban (ez az utóbbi adat Kadić Ottokártól származik) fekszik a barlang (térkép alapján mérve). A Kő-lik-völgy közepének sziklás, É-i oldalán, sziklafalban van az üreg. Megközelíthető Csákvárig vonaton, vagy autóbuszon utazva, majd innen gyalog a temető, Kő-lik-völgy útvonalon. A barlangot korábban (kb. 1926–1928) Kadić Ottokár, majd Kretzoi  Miklós (1952) kutatta. (Felhasznált szakirodalom a Magyar Barlangkutató Társulatban lévő 79. számú barlangkataszteri lap. Ez a kézirat nincs meg eredetiben, csak Bertalan Károly által lemásolva.) A Horváth János által végzett kutatás a barlangban a barlang felmérése és a barlang térképének elkészítése miatt történt. A kutatást Bertalan Károly kezdeményezte.
A barlang egy szenilis sziklahasadék, amelynek befoglaló kőzete triász dolomit. Kitöltése némi agyagból áll. Nincs benne cseppkő. A tektonika, korrózió és erózió miatt keletkezett barlangban hasadék és fülke van. A jelentéktelen barlang 18 m hosszú. A 11 m hosszú barlang átlag 1 m széles. A bejárattól mért legnagyobb függőleges kiterjedése 15 m. 13,5 m² alapterületű (planimetrálva) és 66 m³ térfogatú. A sziklahasadék bejárásához nem szükséges munkaruha. Horváth János 1966. április 4-én járt az üregben. Megállapította, hogy a barlang mekkora tszf. magasságban helyezkedik el (térkép alapján), felmérte a barlangot, majd megrajzolta a barlang térképeit. (A kéziratban lévő, piros bejegyzések Bertalan Károlytól, 1966. március 11-ből származnak.) A Csákvár Ny-i szélén található, meredeken emelkedő Haraszt-hegyről néhány, szurdokszerű völgy lejt a település felé. A Kő-lik-völgy, melynek É-i oldalában vannak a barlangok, a gánti úton, majd a temető mellett ÉNy felé vezető gyalogösvényen érhető el.

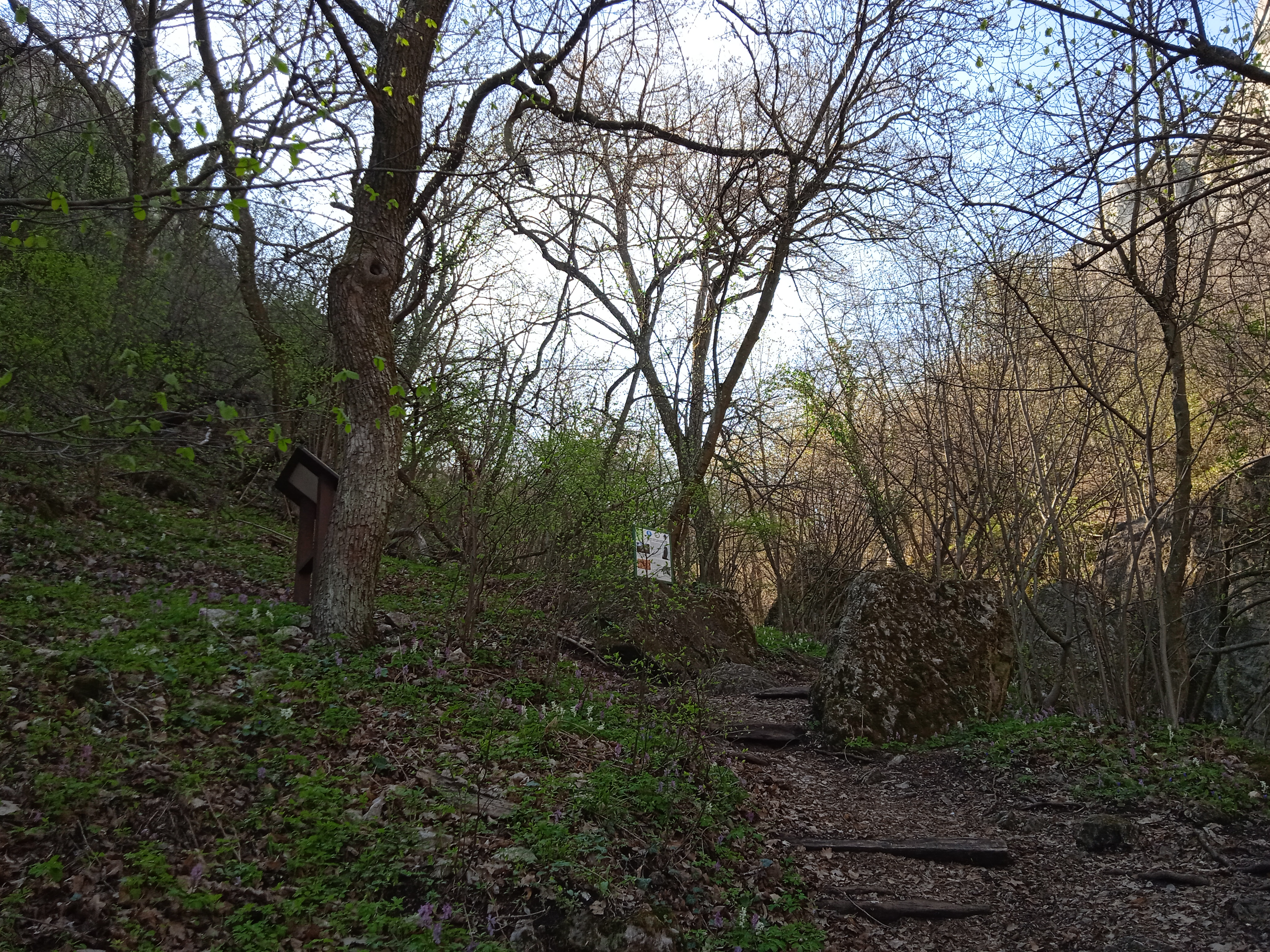
A Kő-liknél kialakított pihenőhely

A völgy 2. számú barlangja a Csákvári-hasadék (Kőlik). A barlang 11 m magas bejárata a völgynek majdnem a közepén, kb. 250 m tszf. magasságban, a sziklafalban nyílik. Csákvár Ny-i részéről jól látható a völgy fái felett lévő hasadék. A nagyon meredeken emelkedő hasadék É-i irányú, egyenes, átlag 1,5 m széles, talpánál pedig keskeny. A 18 m hosszú hasadék felső része csak nehéz sziklamászással érhető el. Egy oldott formájú kis fülkében végződik, amely a bejárat talpa felett 13 m magasan fekszik. A Kő-liktól csak egy keskeny sziklagerinc választja el a Kő-lik-völgyi 6. sz. üreget. A Kő-lik függőkompasz és lejtmérő használatával lett felmérve, térképe pedig a helyszínen meg lett rajzolva. A terepjelentésbe bekerült a Kő-lik alaprajz térképe, hosszmetszet térképe és 6 keresztszelvény térképe. A térképek 1:100 méretarányban ábrázolják a barlangot. Az alaprajz térképen és a hosszmetszet térképen megfigyelhető a 6 keresztszelvény elhelyezkedése a barlangban. A térképeket Horváth János rajzolta.
A Kocsis Antal által írt, 1975-ben megjelent kiadványban az olvasható, hogy a Kő-lik-völgyi–hasadékbarlang a Kő-lik-völgyi 1. sz. üregtől 200 m-re, ugyancsak a Kő-lik-völgy É-i oldalában található. Összefüggő, 10–15 m magas dolomitszirtek hasadékában van a Kő-lik háromszög alakú, 5 m magas és 1,5 m széles bejárata. Balesetveszélyes bejárni, mely csak sziklamászással és kötélbiztosítással lehetséges. A barlang mésszel cementált dolomit hosszanti irányú hasadéka mentén keletkezett. Az üreg egy külső, meredeken emelkedő folyosóból, amelynek hossza 15 m, magassága 5 m, átlagos szélessége 1,5 m, és egy kb. 1 m átmérőjű kerek átjáróval csatlakozó belső részből áll. A belső rész 2,5 m hosszú, 1,5 m széles és 2 m magas.

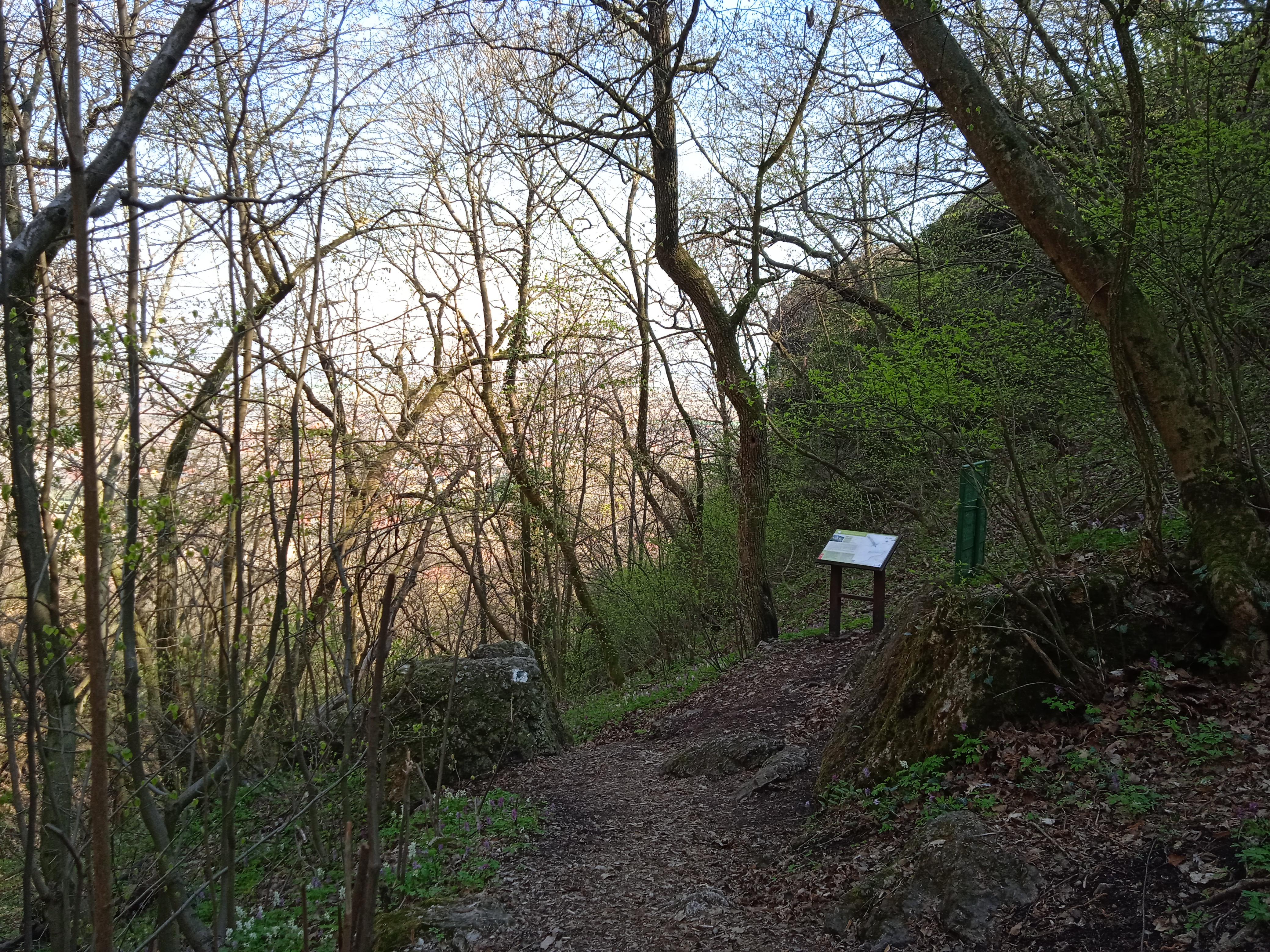
A Kő-liknél kialakított pihenőhely

Korallszerű kis mészgömbök és mészbekérgeződés látszik a barlang falain. Algatelepek vannak benne a karsztvízszivárgás mellett. Sokféle rovar fordul elő az üregben. A Kő-lik és a Kő-lik-völgyi 6. sz. üreg a Kő-lik-völgynek ugyanazon az oldalán van. A Kő-liktól kb. 10 m-re és kissé lejjebb helyezkedik el a Kő-lik-völgyi 6. sz. üreg. A Kő-lik-völgyi 6. sz. üreg kialakulásának iránya azonos a Kő-likéval. A kiadványban lévő térképmellékleten látható a Kő-lik földrajzi elhelyezkedése. A térképen 18-as számmal van jelölve a barlang.
Az 1976-ban befejezett, Magyarország barlangleltára című kéziratban az van írva, hogy a Vértes hegységben, Csákváron fekszik a Csákvári hasadék (Kőlik, Kő-lik völgyi hasadékbarlang). A Csákváron lévő kéttornyú templomtól ÉNy-ra, 2,2 km-re, a Kő-lik-völgy közepének környékén, magasan a sziklafalban, 250 m tszf. magasságban van a barlang bejárata. A háromszög alakú barlangbejárat 11 m magas és 1,5 m széles. A barlang 18 m hosszú, 1,5 m széles és 5 m magas. A barlang egy nagyon meredeken emelkedő hasadék, melynek talpa keskeny. Bejárni csak sziklamászással és kötélbiztosítással lehet. A kézirat barlangot ismertető része 2 irodalmi mű alapján lett írva.
Az Alba Regia Barlangkutató Csoport által 1979-ben készített kézirat szerint a Kőlik (Kő-lik-völgyi 5. sz. üreg?, K5) az OKTH barlangleltárában, amelyben a Vértes hegység barlangjai között a 4. számú barlang, Csákvári hasadék (Kőlik) névvel van ismertetve. A Kocsis Antal által írt kiadványban Kő-lik-völgyi-hasadékbarlang a barlang neve és 18-as a száma. Horváth János szpeleográfiai terepjelentésben ismertette az üreget. A csoport javasolja, hogy a barlang Kő-liknek legyen nevezve, mert a környéken élők így ismerik, illetve a völgy a Kő-lik nevének felhasználásával lett elnevezve. A barlang Csákvár szélén (Fejér megye, Bicskei járás) helyezkedik el. A csákvári kéttornyú templomtól 285°-ra, kb. 1,7 km-re, a Kő-lik-völgy É-i oldalában, 260 m tszf. magasságban található. Messziről is látható bejárata egy függőleges, kb. 15 m magas sziklafalban van. Felette a kőzet vastagsága kb. 2 m. A hozzá vezető, keskeny és mély árokká alakuló ösvény meredeken emelkedve vezet a barlang hasadékába.

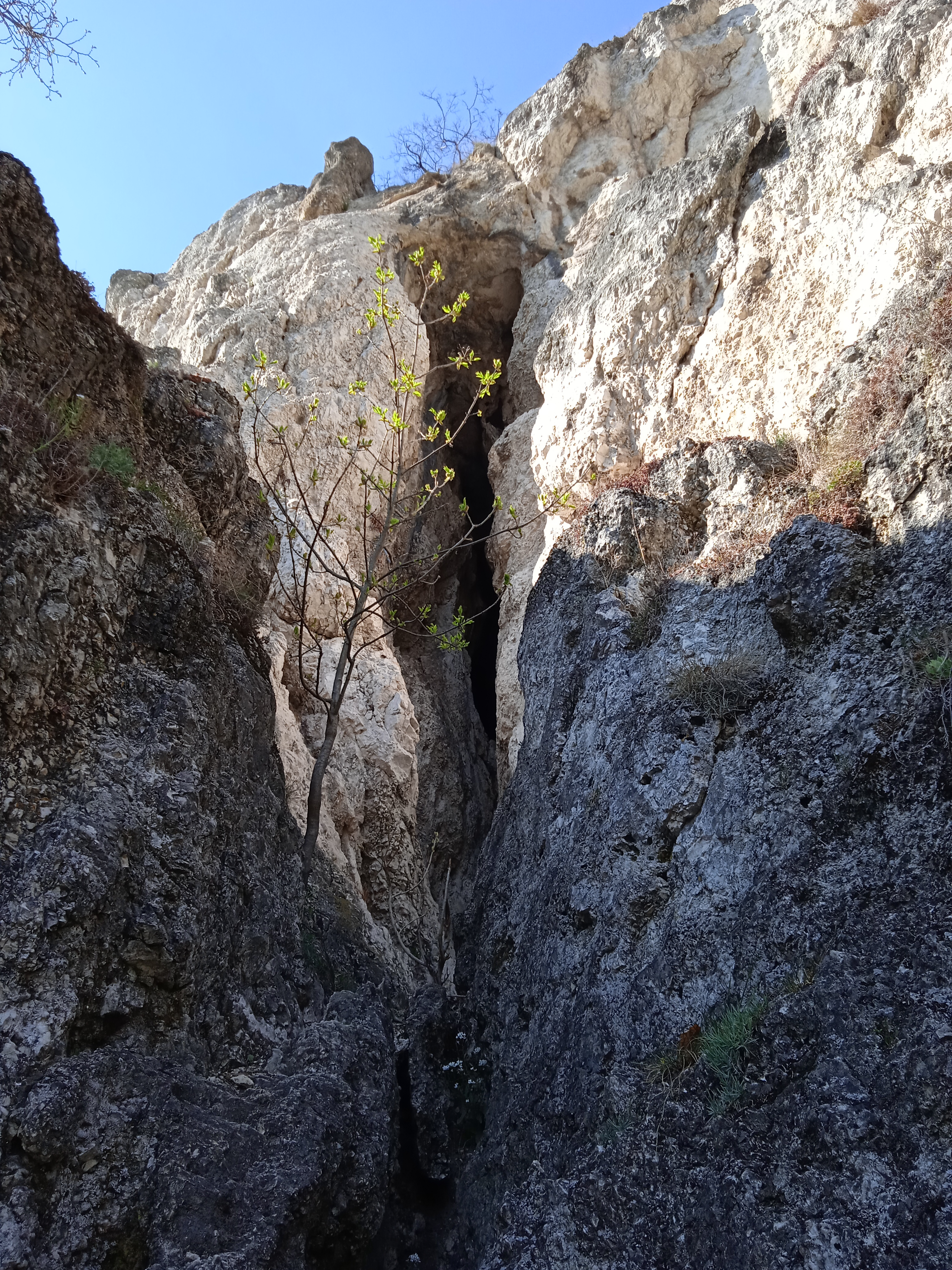
A Kő-lik bejárata

A barlangbejárat 10 m magas, alsó része szűk, lándzsahegyszerű. Jobb oldalából, 6,5 m magasságban egy 1,1 m széles párkány kanyarodik ki a barlangból a bejárat melletti falra. A párkány felett, embermagasságban 1 m-re keskenyedik a hasadék, majd a bejárat enyhén balra emelkedő tetejét megint szélesen éri el. A hasadékbarlang jellegű barlang befoglaló kőzete finom szerkezetű dolomitbreccsa. A kőzet uralkodó litoklázisirányai 316°–320°. Alig van az üregben kitöltés, mert nagyon lejt kifelé. Az oldalfalak mentén lévő mennyezetén csapadékos időben intenzíven szivárog a víz, néhány helyen pedig vízcsepegés figyelhető meg. Egy függőleges, 320° irányú hasadék mentén, kifagyás és némileg oldódás miatt jött létre. Egy hosszú hasadékból áll, melynek talpa nagyon meredeken emelkedik. A hasadék végének felső részében van egy szűk nyílás, amely egy felső, kürtőszerű odúhoz kapcsolódik. A bejárati szelvénytől mért 3. méternél az addig meredek, keskeny talp felemelkedik 3,5 m magasba, majd egyre kisebb emelkedéssel halad 10,5 m-ig.
A folyosó szélessége egyenletes (átlag 1,2–1,5 m), de néhány helyen 1,7 m-re is kibővül. A mennyezet majdnem vízszintes, hossztengelyében befelé emelkedik néhány fokkal, majd végén kissé leereszkedik, és egy szűk felbújón át vezet a felső odúba. Az odúban ismét fel lehet állni. Kiterjedése a barlang tengelyében 1,3 m, szélessége 1,7 m, magassága pedig 2,5 m. Likacsos, pórusosan korrodált falai vannak, melyeken nagy felületen látszik barnás-vörös színű (biogén?), vékony, diffundált bevonat, melyen fehér színű, penészgombaszerű foltok vannak. A mennyezetbe két kis kürtő és lyukak mélyülnek. Az elülső folyosótól teljesen eltér morfológiailag. Erős csepegés, illetve algafolyások észlelhetők.
Az odúban sok szúnyog és pók fordul elő. A barlang elülső részében, leginkább a bal fal felső részén nagy algafoltok, illetve sok karfiolszerű borsókő telep, vízszivárgás látszik. Megtudja mutatni Szolga Ferenc a helyi jelentőségű üreget. Kis mászótudással kötél használata nélkül is járható. Megtekintéséhez csak lámpára van szükség. Az üreg vízszintes kiterjedése 13 m. Legmagasabban lévő pontja (ez 10 m magasan fekszik) a bejáratnál van. Megtörtént az üreg felmérése, fényképezése és leírása. Ezeket a feladatokat az Alba Regia Barlangkutató Csoport tagjai a barlang 1979. február 11-én történt bejárásakor végezték el. A belső odú képződményei miatt valószínűleg érdekes lesz a barlang később is. A Kő-liktól kb. 10 m-re található a Kő-lik-völgyi 6. sz. üreg.

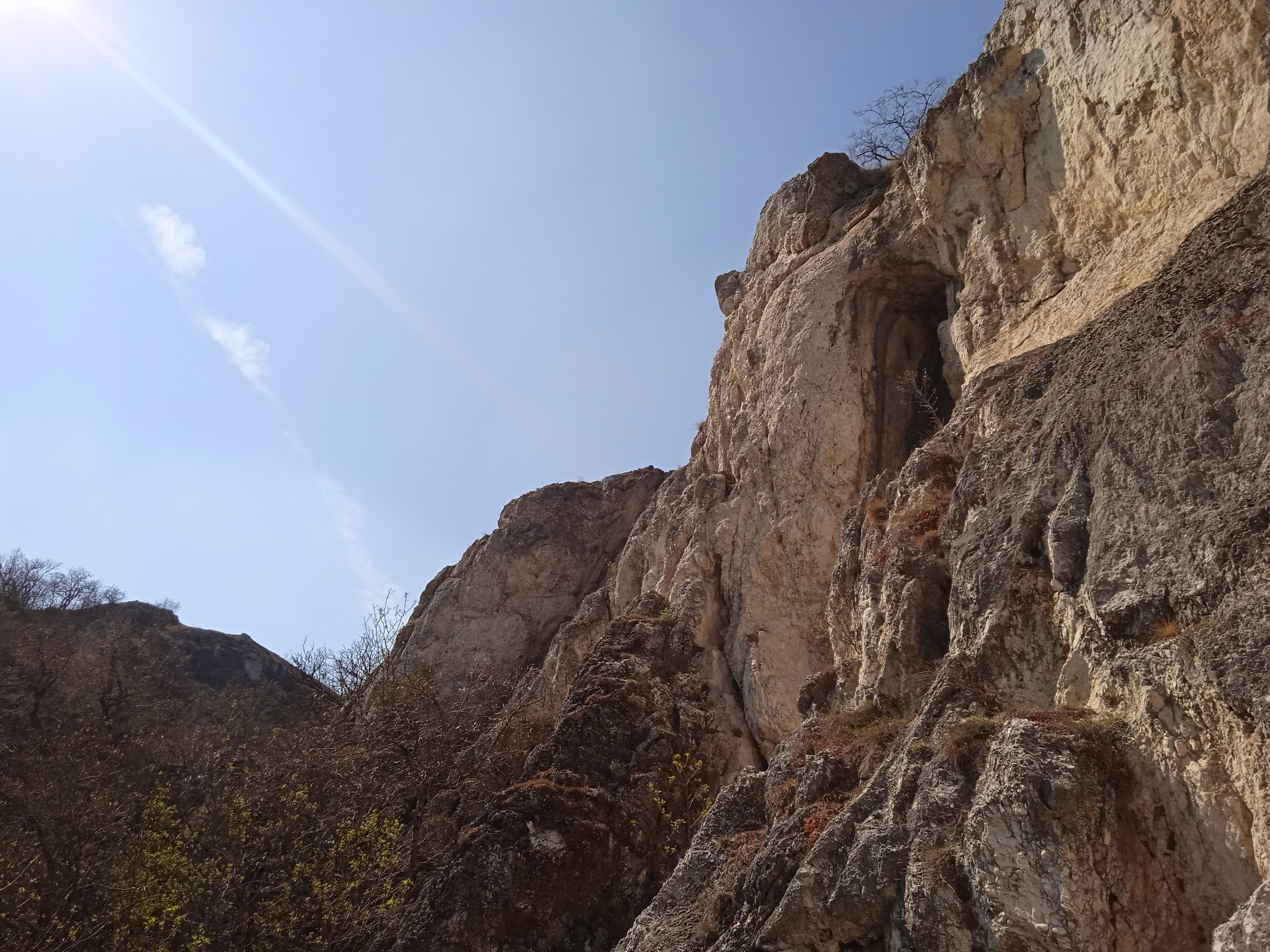
A Kő-lik bejáratának teteje (jobbról, alulról fényképezve)

A kéziratba bekerült a Kő-lik alaprajz térképe, hosszmetszet térképe és 5 keresztszelvény térképe. A térképek 1:100 méretarányban ábrázolják a barlangot. Az alaprajz térkép használatához a térképlapon jelölve van az É-i irány. Az alaprajz térképen megfigyelhető a hosszmetszet és az 5 keresztszelvény elhelyezkedése a barlangban. A térképek elkészítéséhez a barlangot Szolga Ferenc, Gönczöl Imréné, Zentai Ferenc és Widermann Tibor mérték fel 1979. február 11-én. A térképeket 1979. február 23-án rajzolta Szolga Ferenc. A kéziratban látható Csákvár nyugati részének térképe (kb. 1:25.000 méretarány). A térképen jelölve van az É-i irány. A térképen megfigyelhető a Kő-lik (a térképen: K5) földrajzi elhelyezkedése.
A kéziratban van hat olyan fénykép, amelyek szemléltetik a barlangot. Az első fényképen a Kő-lik-völgy látképe látható. A fénykép a csákvári temető Ny-i végén készült. A fényképen jelölve van a Kő-lik helye. A második fényképen a hegy lábától fényképezett látkép figyelhető meg. A fényképen jelölve van a Kő-lik helye. A harmadik fénykép a Kő-lik-völgy D-i oldalának gerincét (háttérben Csákvárral) mutatja be. A fényképen jelölve van a Kő-lik helye. A negyedik és ötödik fényképen a barlang bejárata figyelhető meg. A hatodik fényképen a barlangbejárat jobb oldalán lévő párkány van bemutatva. A fényképeket Zentai Ferenc készítette.
Az 1984-ben kiadott, Magyarország barlangjai című könyv országos barlanglistájában szerepel a Vértes hegység barlangjai között a barlang Kőlik-völgyi 5. sz. barlang (Csákvári-hasadék, Kőlik, Kőlik-völgyi-hasadékbarlang) néven. A listához kapcsolódóan látható a Dunazug-hegység barlangjainak földrajzi elhelyezkedését bemutató 1:500 000-es méretarányú térképen a barlang földrajzi elhelyezkedése.

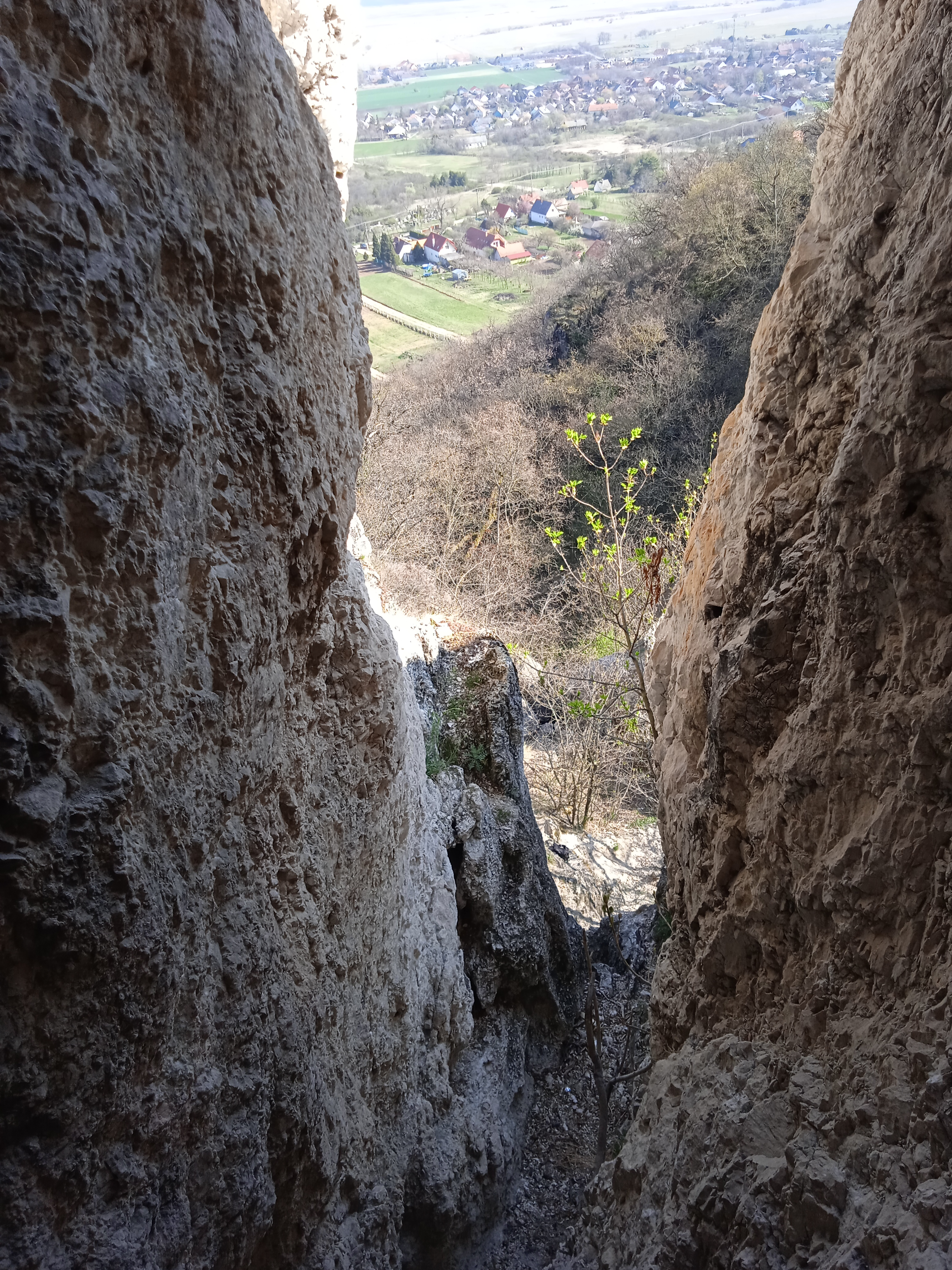
Kilátás a barlangból

A Béni Kornél és Viszló Levente által írt, 1996-ban napvilágot látott könyvben szó van arról, hogy a Csákváron lévő Kő-lik-völgyben 11 barlang van. A Kő-lik-völgy sokat sejtető nevét az egész Csákvárról jól látható, délies fekvésű barlangbejárat, a Kő-lik miatt kapta. A Kő-lik egy szépen fejlett, nagy hasadékbarlang. Mellette, egymáshoz viszonylag közel sok további üreg helyezkedik el. A Kő-lik-völgyben lévő üregek dolomitkonglomerátumban és dolomitbreccsában jöttek létre. A Kő-liknek kb. 15 m magas, függőleges sziklafalban van a bejárata. Csak 2 m vastag kőzet van legmagasabban található pontja felett. Nehezen közelíthető meg. Megközelítését tiltani kellene természetvédelmi okból. A kifelé nagyon lejtő üreg karfiolszerű borsókőből álló mezőket rejteget bal felső részén.
A jó fény- és vízviszonyok miatt algaszőnyegek jöttek létre benne. Gyakran elbújnak az üregben az alatta elterülő hársas-kőrises szurdokerdő kisemlősei. Az illetéktelen látogatók (leginkább gyerekek) azonban megakadályozzák, hogy tartósan megtelepedjenek benne az állatok. Vízszintes kiterjedése 13 m, magassága pedig 10 m. A Balogh-völgyi 1. sz. odú és a Balogh-völgyi 2. sz. odú minden tekintetben hasonló a Kő-lik-völgy barlangjaihoz. A Fáni-völgyben megfigyelhető sok barlang miatt a Fáni-völgy a Kő-lik-völgyhöz hasonló. Ugyanolyan dolomitbreccsa a felépítő kőzet is. A Fáni-völgyben lévő barlangok kialakulásának esetében is a fagyaprózódásos kimállás játszotta a főszerepet.
A barlang 2003. május 2-án, BTI kataszteri felvétel alapján készült nyilvántartólapja szerint a 4521-29 barlangkataszteri számú Kő-lik (Csákvári-hasadék, Kőlik, Kő-lik-völgyi 5. sz. üreg, Kő-lik völgyi hasadékbarlang) a Vértes hegységben lévő Csákváron (Fejér megye) található. Az üreg bejáratának koordinátái (Trimble Geoexplorer 3): X: 604357, Y: 228212, Z: 273. Völgyoldalon lévő sziklafalban van a barlang 1,8 m széles, 10 m magas, természetes jellegű, hasadék alakú és emelkedő tengelyirányú bejárata. A részletesen felmért barlang 13 m hosszú, 10 m függőleges kiterjedésű, 10 m magas, 0 m mély és 13 m vízszintes kiterjedésű. Triász dolomitbreccsában húzódik az üreg. A barlang kialakulását előkészítette a tektonika.
Az üreg kifagyásos kőzetaprózódás és karsztvízszint alatti oldódás miatt jött létre. A hasadék térformájú barlang aljzata emelkedik, és jellemző szelvénytípusa a hasadék. Kürtő és borsókő figyelhető meg az üregben. Alga, moha, pók, rovar és feliratok fordulnak elő benne. 1975-ben lett először említve a barlang az irodalomban (Kocsis Antal). Tematikus feldolgozás: irodalom, térkép, fénykép, leírás. Barlangleltári szám: 4. A kissé megváltoztatott barlang ásványkiválásai kissé meg vannak rongálva, aljzata pedig gyakorlatilag érintetlen. A nehezen járható (meredek) terepen megközelíthető, mászással és barlangjáró alapfelszereléssel járható barlang megtekintéséhez nem szükséges engedély.
Illetékes természetvédelmi hatóság: Duna–Ipoly Nemzeti Park Igazgatóság. A barlang felszínének védettsége: Vértesi Tájvédelmi Körzet (19/1976. OTvH határozat). A barlangot a turizmus és a barlangjárás veszélyezteti. A barlang alatt lévő ösvény elhagyását táblák tiltják. A barlangbejárat Ny-i oldalán, egy ember számára elérhetetlen párkányon van egy hatalmas (holló?) fészek, mely az Egri Csabáék által végzett helyszínelés során le lett fényképezve. Az Alba Regia Barlangkutató Csoport 1979-ben készítette el a barlang részletes leírását és térképét. Az akkori leíráshoz viszonyítva a barlang állapota nem változott. Az 1979-ben leírtak napjainkban is aktuálisak.
A Juhász Márton által írt, 2007-ben kiadott tanulmányban az olvasható, hogy a Csákváron (Fejér megye) elhelyezkedő Kő-lik (Csákvári-hasadék, Kő-lik-völgyi 5.sz. üreg, Kő-lik-völgyi-hasadékbarlang) közhiteles barlangnyilvántartási száma 4521/29, UTM-kódja CT05D1. A barlang bejárata 10 m magas és 1,8 m széles. A barlang nagyon breccsásodott triász dolomit törésvonala mentén, korrózió, majd kifagyásos kőzetaprózódás miatt keletkezett. Nagy felületen borsókő díszíti falait. A 13 m hosszú hasadékjárat átlagosan 1,5 m széles, meredeken emelkedik és egy kis fülkében ér véget. Az 1997–1998-ban a barlangban végzett denevér-megfigyelések során 5 denevérfaj, a kis patkósdenevér (Rhinolophus hipposideros), a közönséges denevér (Myotis myotis), a közönséges késeidenevér (Eptesicus serotinus), a rőt koraidenevér (Nyctalus noctula) és a szürke hosszúfülű-denevér (Plecotus austriacus) kis egyedszámú alkalmi előfordulása lett megállapítva.
| Dátum            | Rhin. hip. | Myo. myo. | Ept. ser. | Nyct. noct. | Plec. aus. |
| ---------------- | ---------- | --------- | --------- | ----------- | ---------- |
| 1997. február 7. | –          | 1         | –         | 1           | 1          |
| 1998. január 10. | 1          | –         | 1         | –           | –          |

Az új (2003–2006. évi) ellenőrzések mindegyikének eredménye negatív lett. Jelenleg nincs szükség védelmi intézkedésre, beavatkozásra. A barlang feltételesen alkalmi téli és/vagy nyári denevérszálláshelynek tekinthető a rendelkezésre álló információk alapján. A 2009. évi Karszt és Barlangban szó van arról, hogy 2009. július 11-én, a Magyar Karszt- és Barlangkutató Társulat tanulmányútján az igazi mászásélményt a Haraszt-hegyen lévő tanösvény nyújtotta, ahol a Kőlik-völgyi-barlang hasadékában próbára tette képességeit a résztvevők nagy része. A beszámolóhoz mellékelve lett egy olyan fénykép, amelyen a Kő-lik bejárati hasadéka látható. A barlangban 2011-ben és 2012-ben egyszer sem észlelt denevért a Gerecse Barlangkutató és Természetvédő Egyesület.